# Bando (art martial)
Pour les articles homonymes, voir Bando.
Le bando (en birman : ဗန်တို) est un système de self-défense à mains nues fondé sur l'utilisation du comportement animal (voir arts martiaux birmans).

## Histoire
Ce style de combat de Birmanie est la partie sans armes du Thaing Birman. Il remonterait au IIIe siècle, lorsque les moines des monastères du nord de la Birmanie voulaient se défendre et s’entretenir physiquement. Depuis le XXe siècle, il désigne, en particulier dans le thaing, le travail à mains nues et notamment celui des techniques animales.
Cette discipline appartient au système des pratiques « dures » (dites « formes externes »). Depuis le XIXe siècle, il désigne le système d’« autodéfense à main nue » (« Free-hand Systems » en anglais) dont l’approche technique est copiée sur le comportement animal. Il appartient à un ensemble dénommé thaing.
Très efficace et complète, cette science du combat allie une grande variété de modes de combat : travail de percussion, de saisie, de projection et de soumission. Très pragmatique dans sa démarche, elle est néanmoins riche d’éléments philosophiques qui lui donnent une autre dimension. Les imitations très réalistes de comportements d’animaux se déclinent ainsi sous une trentaine de variations, dont neuf des plus pratiquées en occident sont les suivantes : l’aigle, le buffle, le cobra, la panthère, le python, le sanglier, le scorpion, le tigre et la vipère. Ces comportements « animaliers » peuvent s’accorder plus ou moins au morphotype ou aux aptitudes du pratiquant. Le travail martial en bando est essentiellement axé sur l’efficacité pure et ne ressemble que de très loin à d’autres pratiques orientales.

### Origine et développement
Les origines de cet art que nous appelons aujourd’hui « bando » sont donc plutôt obscures et imprécises. Les documents écrits manquent ou sont restés cachés dans les monastères du Nord de la Birmanie.

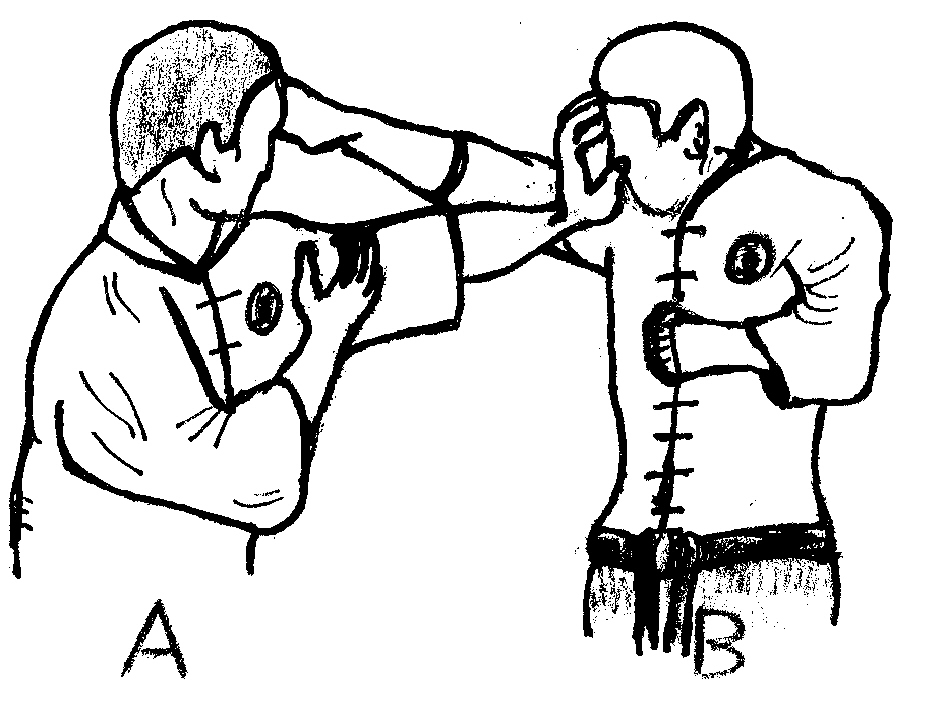
Percussion directe de type « tigre » avec la paume de main

On peut cependant avancer que le lien entre le bando et les temples locaux est presque aussi ancien que le bando lui-même. Quand le bouddhisme en provenance d’Inde, fut introduit dans le pays par les Pyus, de nombreux temples virent le jour dans les villes et à proximité des villages. En leur sein vivait une communauté de moines, dont la plupart étaient des militaires, des hauts fonctionnaires, des membres de la noblesse, bref des érudits qui avaient connu la réussite dans leur vie civile. Les autochtones leur confiaient leurs enfants pour étudier un large éventail de disciplines. Le temple, lui, concentrait la vie sociale, il était le lieu où les gens se retrouvaient, priaient et où se tenaient de nombreuses festivités et célébrations. C’était aussi un lieu d’effervescence artistique, pas seulement en matière d’art religieux mais pour toute la variété des disciplines artistiques et donc, pour les arts de défense et d’entretien physique.
C’est vraisemblablement auprès des moines et de leur connaissance dans les domaines de la stratégie militaire que les jeunes garçons et hommes adultes étudiaient l’art du combat. Dans ce contexte, le bando remplissait les fonctions d’exercice physique, d’autodéfense, de distraction et de promotion sociale.
Jusqu’aux alentours de l’an 1000, le pays subit l’influence de l’Inde notamment par le bouddhisme et des contacts culturels avec la Chine. Sous le règne d’Anawratha (1044-1077), bien que les principes religieux interdisent la danse, les activités acrobatiques et autres types d’activités corporelles, les moines enseignaient en secret les techniques de combat. C’est dans un climat laïque que des petits groupes d’étudiants apprenaient l’art du combat, conjointement au travail respiratoire et à la méditation.

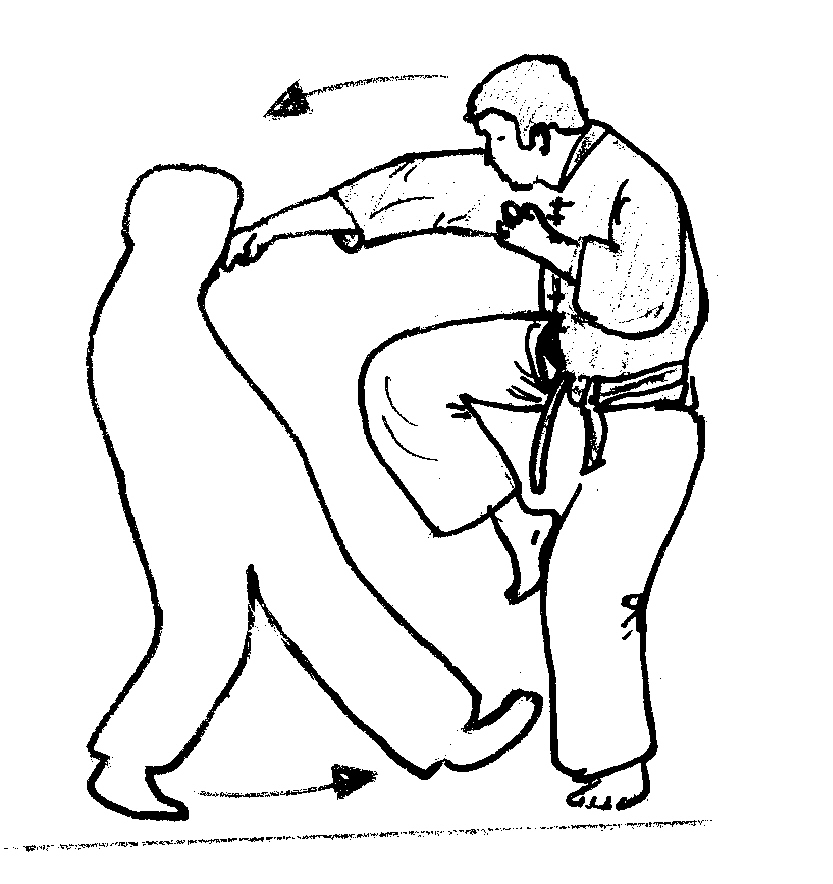
Coup de poing plongeant de type "cobra"

La première dénomination donnée par les moines à un système de self-défense et d’entretien physique est thaing. Ce système de combat était certainement mis à profit sur le champ de bataille – à une époque où le combat d’homme à homme était la norme – et dans la vie civile : pour mettre la communauté à l’abri des brigands. Il se développa certainement sur la majeure partie de la péninsule indo-chinoise où on peut aujourd’hui recenser de nombreux sports de combat et arts martiaux originaux. Cela dans le cadre du climat d’instabilité politique qui caractérise les relations entre les différents royaumes de la région (les armées du royaume de Siam et des différents empires birmans ne cessèrent de s'affronter du XVIe au XVIIIe.) Les arts de combat se sont donc développés concurremment dans chacun des royaumes et chaque clan s'est inspiré des techniques adverses pour les contrer et les incorporer à son propre style de combat. Le bien-fondé de cette hypothèse est validé par le fait que, parallèlement aux différentes formes actuelles du bando, on pratique encore, dans de nombreux pays d’Asie du Sud-Est, des arts de combat très proches techniquement, mais dont les origines peuvent légitimement être assimilées à celles du thaing.
Avant l’invasion britannique, différents systèmes de combat coexistaient. Ils correspondaient aux principaux groupes ethniques et communautés du pays : Bamars (Birmans), Chins (Zomis), Chinois, Indiens, Kachins (Jingpaws ou Jingpos), Karens (Kayins), Môns (Talaings) et Shans. Chaque système possède une constitution martiale propre, utilisant soit le terme bando soit thaing pour la totalité de sa pratique, incluant méthodes avec et sans armes.

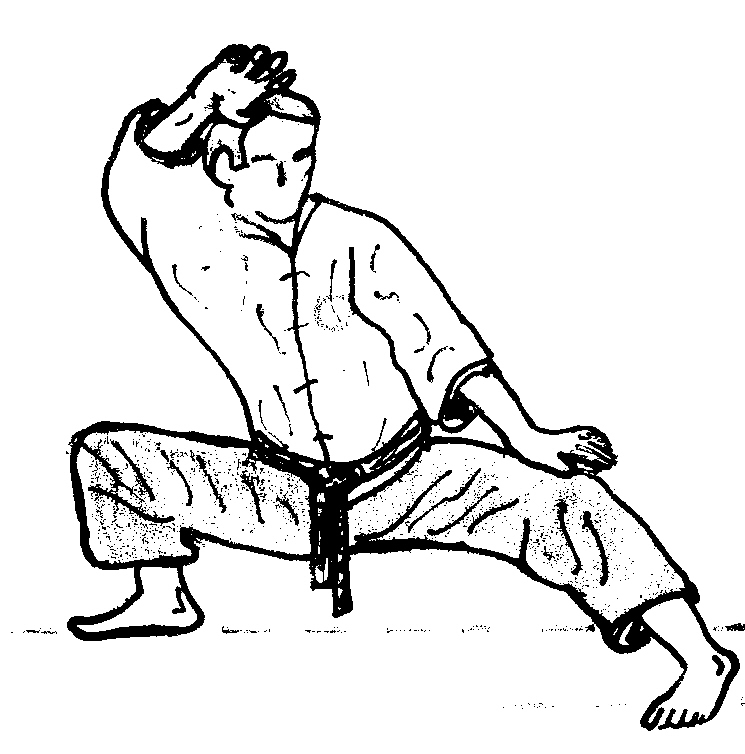
Garde basse de panthère et de tigre (basse)

Avec l’arrivée des Britanniques, le thaing est pratiqué en secret et lors de la rébellion de Saya San en 1930, sa pratique prit de l’ampleur notamment dans l’État Shan, dans le district de Thaton, à Twante et dans le district de Pégou. En 1933, dans le cadre de l’association sportive militaire (Military Athletic Club*) de Maymyo, l’entraînement est très dur et extrêmement réaliste. Durant les années 1930, Ba Thwin et Ba Yin sont les chefs de file du thaing.
En 1942, pendant l’occupation japonaise le thaing est organisé au niveau national et les professeurs (Sayas) furent accrédités. Deux ans après, la Ligue de la Jeunesse de l’Asie du Sud-Est forte de ses 20 000 membres, propage cet art ancestral. Les japonais encouragèrent et aidèrent ce développement en participant à des compétitions organisées par Pye Thein, Saya Pwa et bien d’autres enseignants connus.
Le Bando a été introduit en France, en Suisse et en Espagne par un américain maître Jonathan Collins  la fin 1986. Mais dès les années 1960
 il se développait en Angleterre grâce à Sayagyi U Hla Win qui est actuellement le responsable technique pour Europe.
Il est également un des grands maitres de la commission technique mondiale au sein de l’International Thaing Bando Association qui est la seule structure internationale reconnue pour le développement des arts martiaux et des sports de combats par les maitres de Myanmar (ex-Birmanie). 
La fédération internationale (International Bando Association, I.B.A) est créée au début des années 1960. L'IBA a été déposée au Myanmar en 1997 par maître Jon Collins et maître Jésus Vazquez Rivera, elle devient en 2009 l'International Thaing Bando Association (I.T.B.A.)avec pour président l'Espagnol maître Jesus Vazquez Rivera. Depuis octobre 2012 le président est désormais le grand maître Pima U Se sayagyi U Hla Win (alias Richard Morris) et son vice-président est le français Jean-Roger Callière. Le grand maître Pima U Se sayagyi U Hla Win est né en Birmanie le 16 janvier 1936. Sayagyi U Hla Win vit en Angleterre à Liverpool, il est reconnu comme grand maître pour l'Europe par ses pairs de la Myanmar Thaing Federation. 

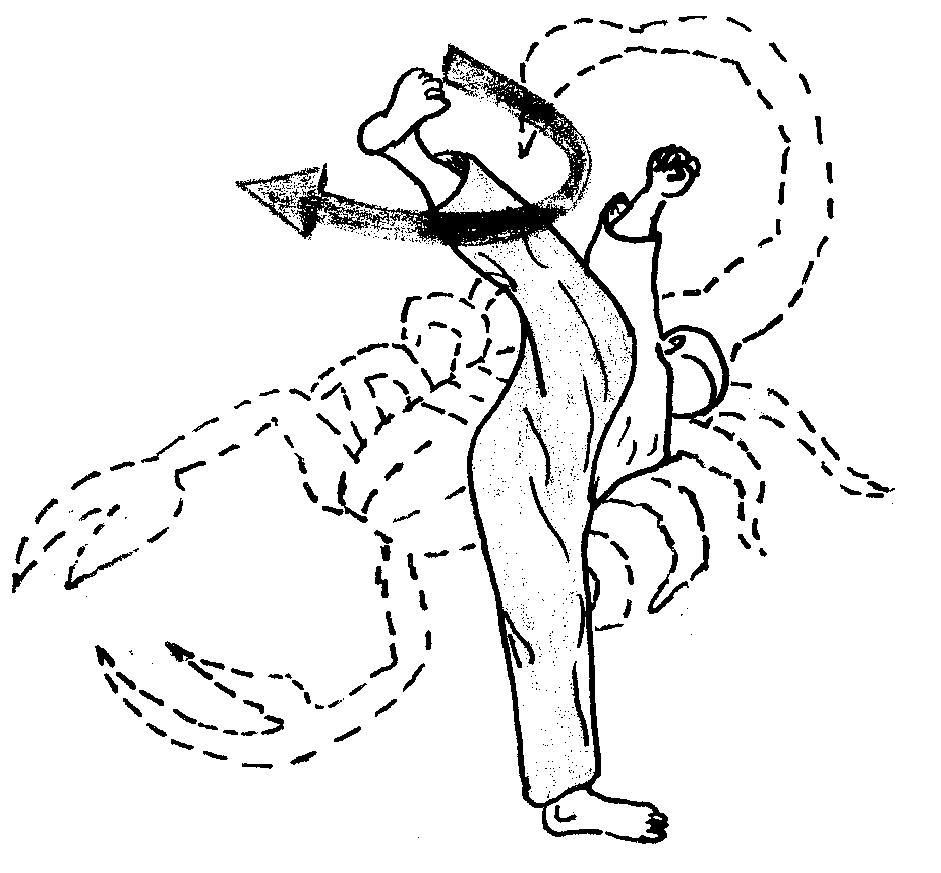
Coup de pied crocheté de type "scorpion"

## Prononciation du terme
Bando se prononce « bun dho » en anglais et « ban do »  en français. Ce terme apparut à la fin du XIXe siècle pour désigner les pratiques d’autoprotection et d’entretien physique des moines, dénommées Hanthawaddy-thaing. Le terme bando serait d’origine chinoise pour certains, pour d’autres indienne, voire tibétaine. Il aurait été utilisé pour la première fois en 1911 par le moine Sayadaw Mogok, du monastère de la Cité des Moines au nord de la Birmanie. Il viendrait d’un mot pâli signifiant « art du combat à mains nues ».
En occident, le terme "bando" remplace souvent le terme "thaing" pour désigner l’ensemble des arts martiaux birmans. Sa terminaison « do », sonne de la même manière que celle de la plupart des arts martiaux extrême-orientaux (kendo, judo, aïkido) ce qui facilite la promotion de la discipline et explique son succès.

## Nature de l'activité
Définition du « système mains nues » par le grand expert Maung Gyi :
- Le bando, appelé système non armé ou « mains ouvertes » ou encore « mains libres » suivant les styles, recouvre trois domaines majeurs des arts de combat :

1. les techniques de percussion (tout type de frappe),
2. les techniques de prise et d’abandon (tout type de saisie, d’enroulement, de poussée, d’accrochage, de pression, de pincement, d’arrachement, de clé articulaire, de strangulation, etc.),
3. les projections (toute forme de déséquilibre et de jet sur le sol). La plupart de ces techniques dérivent du "Système animal".

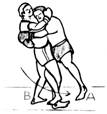
Crochetage sur une jambe d'appui en lethwei

### Particularismes
Le bando, c’est la « self-défense à mains nues », ainsi aucun aspect du combat n’est délaissé (l’opposition à distance, le combat de près, avec ou sans arme). On y apprend ainsi les différentes formes de neutralisation d’un adversaire, le combat à grande distance ou a contrario le combat au corps à corps, le combat contre un adversaire armé ou contre un adversaire de gabarit plus imposant, etc. Le répertoire des apprentissages est donc très vaste : gestuelle de défense (déviations, absorptions, dérobements, etc.), technique de percussion, de contrôle, de projection et de soumission (clés, pressions, étouffements, etc.).
Le bando a défini des principes de combat qui régissent l’attitude à adopter en cas d’agression. On les retrouve notamment dans le « système martial des moines » ou pongyi-thaing, par exemple : esquiver l’attaque adverse, détourner l’arme, sortir de l’axe offensif adverse, absorber les chocs, etc., et surtout « utiliser l’attaque adverse à son propre avantage ». Tout cela, afin de sortir le plus indemne du combat.

### Philosophie martiale
Dans la pratique de base du bando sont respectés les principes philosophiques, notamment le respect de sa propre intégrité corporelle. Les techniques de bando dans leur ensemble, exception faite des techniques du buffle et du sanglier, ne sont pas fondées sur la force physique, les mouvements droits et les positions fortes, mais plutôt sur des comportements dynamiques, rapides, souples. Ainsi les « blocages durs » ne sont pas abordés mais en matière de défense sont enseignés les déviations de coup, les blocages avec absorption du choc, les dérobements et les attaques désaxées. Ainsi lors de la défense, le tronc sort de l’axe d’attaque adverse (« désaxage »).

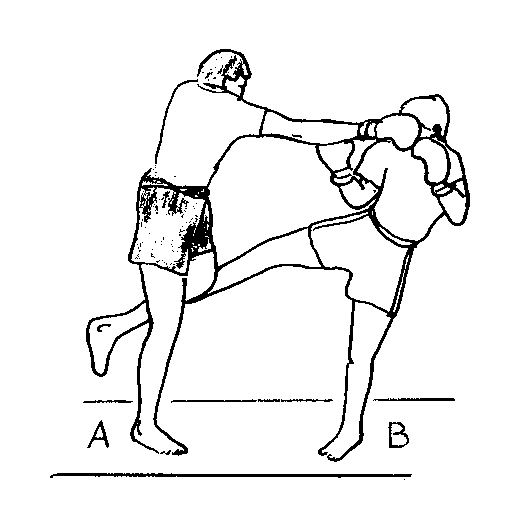
Attaque de poing plongeant en « contre » sur une attaque d’un coup de pied en ligne basse

Différents modes comportementaux sont étudiés, notamment au regard des différents animaux. Ainsi on trouve, des positions hautes (aigle, cobra) comme très basses (panthère, tigre, vipère), des concentrations de force vers le bas (panthère, tigre) et plus de légèreté dans le comportement (aigle), de dégagement de puissance (buffle, sanglier, python) comme de vitesse et d’explosivité (cobra, vipère). La gestuelle peut être très sobre (coups de coudes sanglier, frappe en bâton du buffle), près du corps (blocages du python et du sanglier) ou ample (percussion de main de l’aigle, relâchées (coups de poing direct du cobra et de la vipère)…
Le bando peut se pratiquer dans une optique de self-défense et de travail sur l'énergie avec l'acquisition de formes internes (pratique douce).
Ci-contre : Exemples de formes du « cobra » en boxe birmane sportive : ici, utilisation de l’action adverse

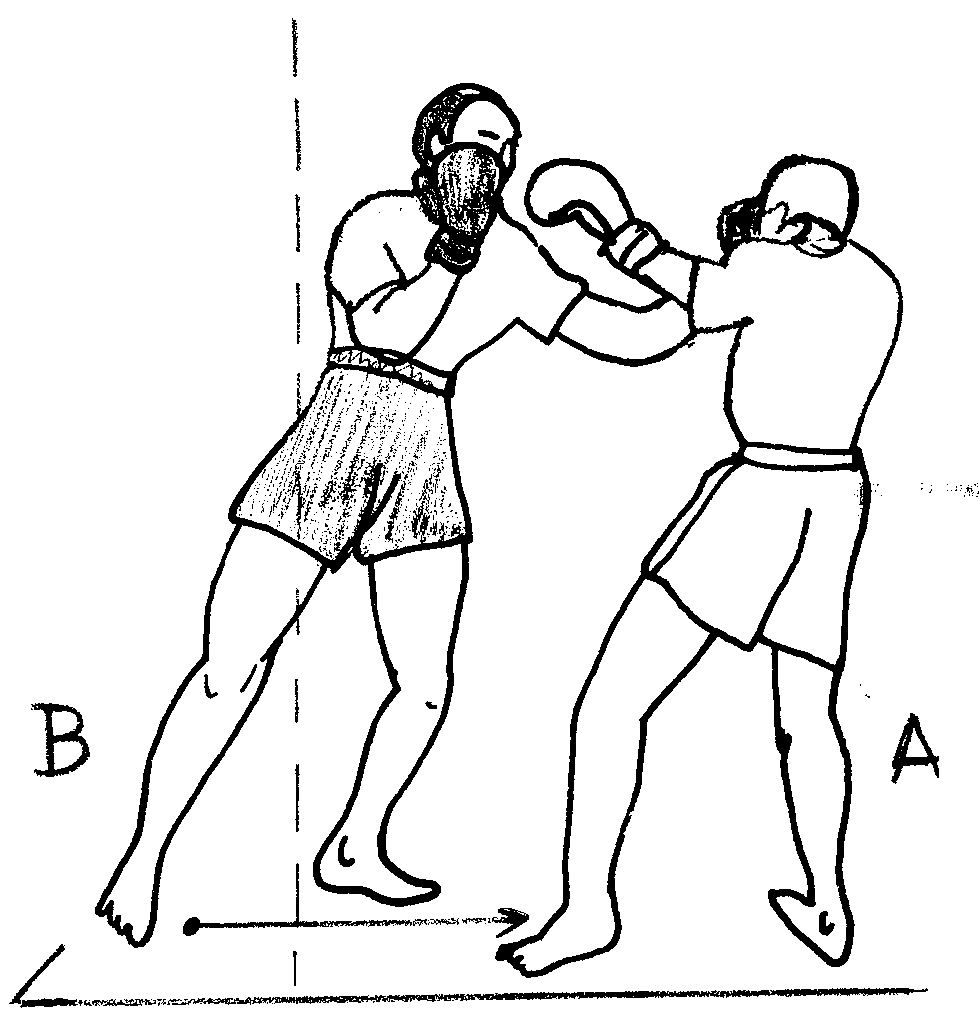
Contre » en coup de poing crocheté lors d'une attaque d'une attaque en jab

### Zoomorphisme (utilisation du comportement animal comme logique d’efficacité)
Différentes peuplades primitives auraient tiré des conclusions sur les règles fondamentales ... les formes animales auraient été inventées à partir de l’observation de combat d’animaux, de la nature et de leur propre corps. Ces peuplades auraient déterminé des formes de comportement et des règles de représentations de ce qui se passe dans la création.
Le concept animal est la « marque de fabrique » du thaing. Le deuxième principe de préparation du guerrier birman est le suivant : « Observer la nature (et notamment le comportement animal) pour s’en inspirer ». Les anciens ont su observer la nature pour se servir de ce qui leur semblait utile dans les stratégies développées par les animaux. On peut penser que le comportement animal répond à des logiques pertinentes sur le plan de la protection de soi et de la protection de ses congénères. Le thaing utilise et valorise ces comportements « animaliers » qui sont sa véritable « marque de fabrique ».
Le bando, c’est l’utilisation du comportement animal, non pas seulement au niveau gestuel ou technique, mais surtout dans l’exploitation des comportements stratégiques propres aux animaux : solutions défensives, intimidation de l’agresseur et tentative de dissuasion (parade et danse préparatoire), manœuvres de l’agresseur (manipulations et tromperies) et stratagèmes de tous ordres. Pour exemple, on trouve déviations et percussions combinées à deux mains de l’aigle, charges, blocages et frappes « en bâton » du buffle, attaques vives des centres vitaux du cobra et de la vipère, défenses combinées, saisies et clés « explosives » de la panthère et du tigre, saisies, étouffements et poussées du boa (python), etc.
Ces comportements variés et spécifiques d’un animal à un autre permettent d’envisager différentes manières d’aborder le combat, et surtout donnent à chacun un style propre. Ex. : combat sur une jambe pour ce qui est du style de l’aigle, combat proche du sol pour le style de la panthère, etc.  

## Grades

### Ceintures de couleur pour les grands adolescents et adultes
En France, le système de grades de couleur utilise celui de la plupart des arts martiaux français. Ainsi, on trouve une progression en six étapes.
| Grade en France          | 1er grade de couleur | 2e    | 3e     | 4e                  | 5e                  | 6e                   |
| Couleur en France        | blanche              | jaune | orange | verte               | bleue               | marron               |
| Représentation en France |                      |       |        |                     |                     |                      |
| Couleur au Myanmar       | blanche              | jaune | bleue  | jaune à liseré vert | jaune à liseré vert | verte à liseré rouge |

### Ceintures de couleur pour les moins de 16 ans
En France, il a été d'usage d'utiliser les ceintures à section pour les jeunes de moins de 16 ans (blanche-jaune, orange-verte, verte-bleue, bleue-marron). Ce qui permet de rajouter des grades intermédiaires pour des jeunes ayant une pratique précoce. Cette gradation a été mise en place par la fédération de bando en 1999. Il existe aussi la ceinture violette, qui se situe entre la ceinture bleue et la ceinture bleue-marron. 
| Grade en France          | 1er grade de couleur | 2e            | 3e    | 4e           | 5e     | 6e           | 7e    | 8e          | 9e    | 10e      | 11e         | 12e    |
| Couleur en France        | blanche              | blanche-jaune | jaune | jaune-orange | orange | orange-verte | verte | verte-bleue | bleue | violette | bleu-marron | marron |
| Représentation en France |                      |               |       |              |        |              |       |             |       |          |             |        |

### Grades supérieurs
En France, contrairement au système de grade supérieur en usage au Myanmar la progression a conservé celle de la plupart des arts martiaux français.
| Grade                          | 1er degré              | 2e degré                  | 3e degré          | 4e degré          | 5e degré                   | 6e degré               | 7e degré               | 8e degré                    | 9e degré                                    | 10e degré                 |
| Rang technique                 | Confirmation technique | Confirmation technique    | Qualification     | Qualification     | Maîtrise extérieure        | Maîtrise extérieure    | Maîtrise intérieure    | Maîtrise intérieure         | Maîtrises intérieure et extérieure unifiées |                           |
| Titre d’entraîneur et de cadre | Moniteur               | Professeur                | Cadre assistant   | Cadre             | Expert                     | Expert                 | Grand expert           | Grand expert                | Grand expert                                | Trésor vivant ou doyen    |
| Couleur en Occident            | Noire                  | Noire                     | Noire             | Noire             | Noire-rouge                | Blanche-rouge          | Blanche-rouge          | Blanche-rouge               | Rouge                                       | Rouge                     |
| Représentation en Occident     |                        |                           |                   |                   |                            |                        |                        |                             |                                             |                           |
| Couleur au Myanmar             | Rouge                  | Rouge                     | Rouge             | Rouge             | Rouge                      | Rouge à liseré argenté | Rouge à liseré argenté | Rouge à liseré doré         | Rouge à liseré doré                         | Rouge à liseré doré       |
| Nom au Myanmar                 | Saya lays (animateur)  | Let thauk saya (moniteur) | Saya (professeur) | Saya (professeur) | Kyaung oh sayagyi (expert) | Sayagyi (maître)       | Sayagyi (maître)       | Pima sayagyi (grand maître) | Pima sayagyi (grand maître)                 | Pima u se sayagyi (doyen) |

## Sources
- Delmas Alain, 1. Définition du bando, document de formation, FBLDA, 2005 – 2. Lexique de bando, document de formation, FBLDA, 2005 – 3. Lexique de la boxe birmane, document de formation, FBLDA, 2006 – 4. Découverte du thaing, document de formation, FBLDA, 2006.
- Delmas Alain, Callière Jean-Roger, 1. Histoire du thaing, FBLDA, 2000 –  2. Histoire du lethwei, FBLDA, 2001 –  3. Histoire du naban, FBLDA, 2001
- Callière Jean-Roger, les grades de Thaing au sein de la FFSC-DA, Comité National de Bando et Boxe Birmane de la FFSC-DA, 2011
- Habersetzer, Gabrielle et Roland, Encyclopédie des arts martiaux de l’Extrême orient, Éditions Amphora., Paris, 2000.
- Lombardo Patrick, Encyclopédie mondiale des arts martiaux, Éditions E.M., Paris, 1997.
- Documents de formation de ceinture noire de la Commission Nationale de Bando et Boxe Birmane de la Fédération Française des sports de contact
- Documents de formation au Brevet de Moniteur Fédéral de la Commission Nationale de Bando et Boxe Birmane de la Fédération Française des sports de contact
- www.bando.fr le site de la fédération du Bando Thaing en France